# برت فورتل
برت فورتل (آلمانی: Bert Fortell؛ ۱۸ سپتامبر ۱۹۲۴ – ۲۷ اوت ۱۹۹۶) بازیگر اهل اتریش بود.
از فیلم‌ها یا برنامه‌های تلویزیونی که وی در آن نقش داشته‌است، می‌توان به ترس دروازه‌بان از پنالتی و زندگی عجیب و غریب بارون فریدریش فون در ترنک اشاره کرد.